# Cemophora lineri
Cemophora lineri (лат.) — вид неядовитых змей семейства ужеобразных, эндемик юго-восточного Техаса (США).
Назван в честь Эрнеста Лайнера (англ. Ernest A. Liner), собравшего голотип этого вида. Ранее считался подвидом Cemophora coccinea.

## Описание
Средних размеров алая змея, достигающая в длину 51–66 см. От других змей из трибы Lampropeltini отличается сочетанием семи верхнегубных щитков, увеличенным задним зубом на верхнечелюстной кости, наличием 19 рядов гладких чешуй вокруг середины тела, неразделённого анального щитка, 178—195 брюшных щитков, 13—18 красных пятен на спинной стороне туловища, которые спереди и сзади окантованы чёрными поперечными полосами, достигающими третьего—пятого рядов туловищных чешуй. Основной цвет тела — жёлтый, серый или белый. Брюхо белое, с небольшими чёрными пятнами.

## Ареал и образ жизни
Обитает только на юго-востоке штата Техас, в районах с песчаной почвой, густым подлеском и зарослями травы.
Активен в дневное время. Питается мелкими позвоночными, такими как ящерицы, мыши и землеройки.

## Охрана
Занесён в список редких, угрожаемых и вымирающих видов Департамента парков и дикой природы Техаса (англ. Texas Parks and Wildlife Department) как угрожаемый подвид Cemophora coccinea lineri.